# Global Jet Luxembourg
Global Jet Luxembourg (ehemals Silver Arrows) ist eine luxemburgische Privatfluggesellschaft mit Sitz in Hesperingen und Basis auf dem Flughafen Luxemburg. Sie ist eine Tochtergesellschaft der Global Jet.

## Unternehmen
Global Jet Luxemburg wurde 1999 als Silver Arrows gegründet und führt im Geschäftsflugverkehr Charterflüge für Geschäftsleute, Privatleute sowie Regierungen durch.
Sie hat Partnerunternehmen etwa in Hongkong, Monaco, Österreich und der Isle of Man.

## Flotte

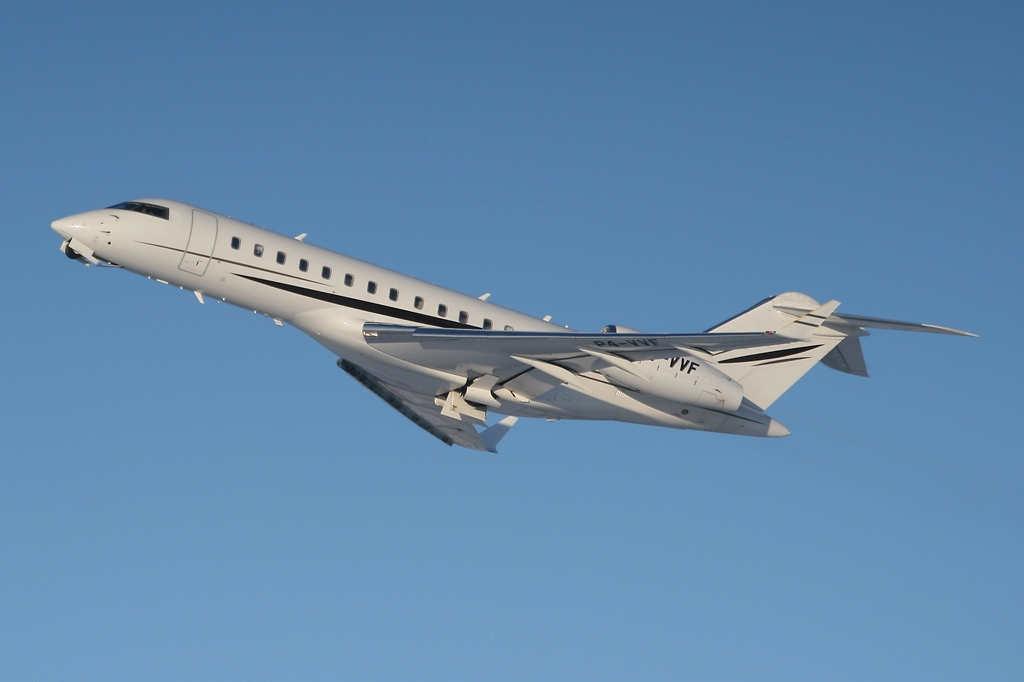
Bombardier Global Express der Global Jet Luxemburg

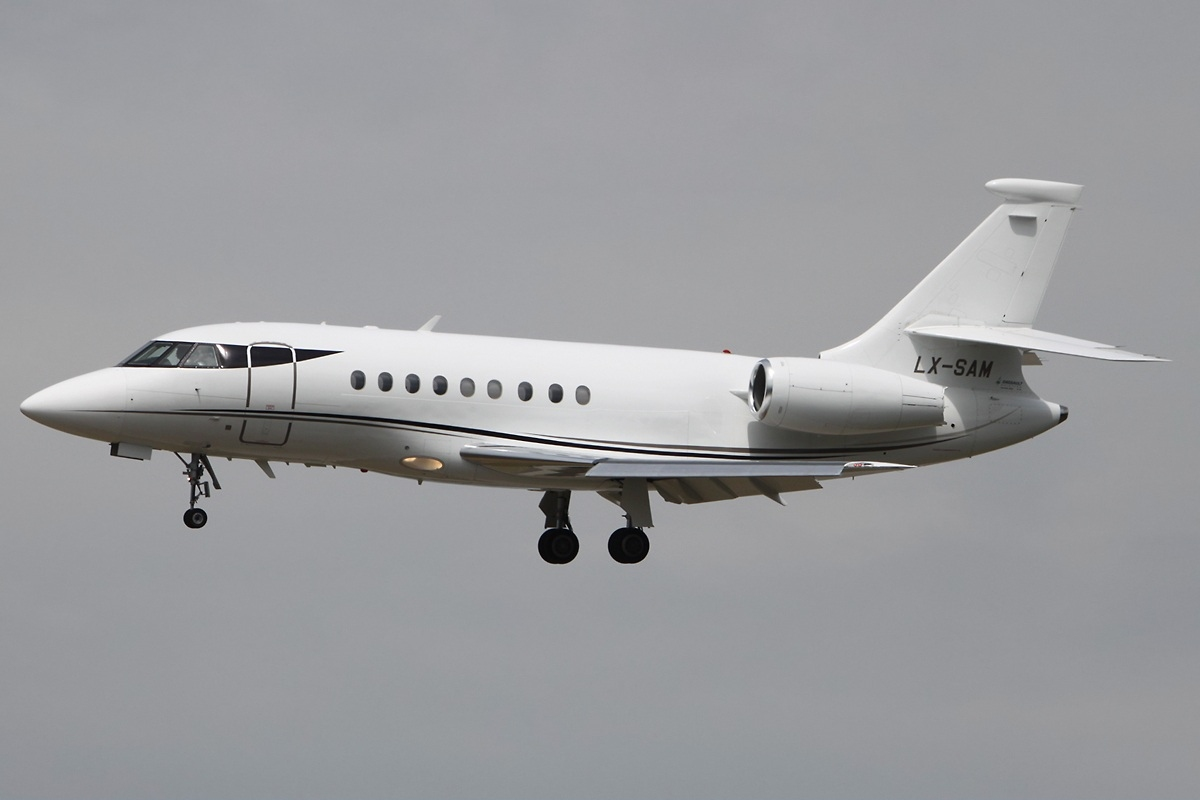
Dassault Falcon 2000 der Global Jet Luxemburg

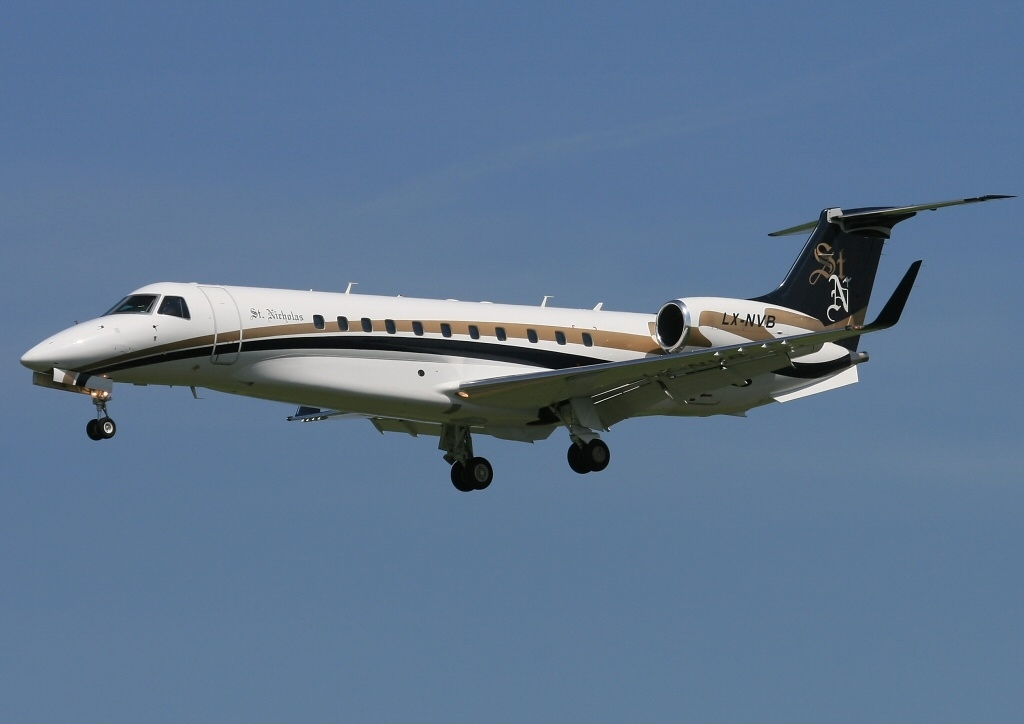
Embraer Legacy 600 der Global Jet Luxemburg

Mit Stand Juni 2017 besteht die Flotte der Global Jet Luxembourg aus 44 Geschäftsreiseflugzeugen:
| Flugzeugtyp                  | Anzahl | bestellt | Anmerkungen                             |
| ---------------------------- | ------ | -------- | --------------------------------------- |
| Airbus ACJ318                | 02     |          |                                         |
| Airbus ACJ319                | 06     |          | 1 mit Sharklets ausgestattet; 1 inaktiv |
| Airbus ACJ340-300            | 01     |          | betrieben für Klaret Aviation           |
| Boeing BBJ                   | 01     |          | mit Winglets ausgestattet               |
| Boeing BBJ2                  | 01     |          | mit Winglets ausgestattet               |
| Boeing 767-300ER             | 01     |          |                                         |
| Bombardier Challenger 605    | 01     |          |                                         |
| Bombardier Global 5000       | 02     |          |                                         |
| Bombardier Global 6000       | 02     |          |                                         |
| Bombardier Global Express    | 06     |          |                                         |
| Cessna CitationJet CJ4       | 01     |          |                                         |
| Cessna Citation XLS+         | 01     |          |                                         |
| Dassault Falcon 7X           | 07     |          |                                         |
| Dassault Falcon 900/DX/EX/LX | 04     |          |                                         |
| Dassault Falcon 2000EX       | 01     |          |                                         |
| Embraer Legacy 600           | 01     |          |                                         |
| Embraer Lineage 1000         | 01     |          |                                         |
| Gulfstream G200              | 01     |          |                                         |
| Gulfstream G450              | 01     |          |                                         |
| Gulfstream G550              | 01     |          |                                         |
| Gulfstream G650              | 02     |          |                                         |
| Gesamt                       | 44     | –        |                                         |